# كورسكوف
كورسكوف (بالروسية: Корсаков) هي إحدى مدن روسيا في الكيان الفدرالي الروسي ساخالين أوبلاست.

## توأمة
لكورسكوف اتفاقيات توأمة مع كل من:
- واكاناي
- مونبيتسو
- شوناي